# Cities XXL
Cities XXL – komputerowa gra strategiczno-ekonomiczna z serii Cities XL wydana przez Focus Home Interactive 5 lutego 2015 roku. Sequel gry Cities XL 2012.

## Rozgrywka
Gracz za pomocą wielu opcji ma za zadanie zbudowanie miasta, które będzie funkcjonalne i przyjazne dla jego mieszkańców. W sequelu zmieniono kolorystykę menu oraz dodano nowe, przyjazne ekologicznie budynki.

## Odbiór gry
Gra wśród recenzentów przyjęła się negatywnie z powodu wprowadzenia niewielu zmian oraz pozostawienia znanych błędów ze starszych edycji. Na Steam wystawiono zaledwie 26% pozytywnych komentarzy. Serwis Gry-Online wystawił grze ocenę 2.5/10. Z kolei Gamezilla.pl wystawiła 1.5/10.